# Nankoku
Nankoku (japanska: 南国市?, Nankoku-shi) är en stad i Kōchi prefektur i Japan. Staden fick stadsrättigheter 1959. Nankokus centrala delar ligger ca 10 km öster om Kōchi centrum.